# Прасинада
Прасинада, още Големо Алабор или Голем Алабор (на гръцки: Πρασινάδα, до 1953 година Μέγα Αλάμπορο, Мега Аламборо), е село в Република Гърция, дем Александрия, област Централна Македония.

## География
Селото е разположено в областта Урумлък (Румлуки), на 20 km югоизточно от Александрия (Гида) на височина от 3 m на левия бряг на Бистрица (Алиакмонас).

## История

### В Османската империя
В XIX век Големо Ала(м)боро е гръцко село в Османската империя. Александър Синве („Les Grecs de l’Empire Ottoman. Etude Statistique et Ethnographique“) в 1878 година пише, че в Мегало Аламбори (Mégalo-Alambori), Камбанийска епархия, живеят 240, а в Аламбори (Alambori) - 132 гърци. В 1900 година според Васил Кънчов („Македония. Етнография и статистика“) в Големо Алабор, Берска каза, живеят 110 гърци християни. Отделно в Солунска каза е показано село Лампор със 175 жители гърци и 30 цигани.
Землището в османско време си е собственост на селяните.
По данни на секретаря на Българската екзархия Димитър Мишев („La Macédoine et sa Population Chrétienne“) в 1905 година в Големо Алабор (Golemo-Alabor) живеят 100 гърци.

### В Гърция
През Балканската война в 1912 година в селото влизат гръцки части и след Междусъюзническата в 1913 година Големо Алабор остава в Гърция. В 20-те години в селото са настанени малко гърци бежанци - в 1928 година те са само двама.
В 1953 година селото е прекръстено на Прасинада. Селяните произвеждат памук, захарно цвекло, пшеница и се занимат и с овощарство и краварство.
| Година    | 1913 | 1920 | 1928 | 1940 | 1951 | 1961 | 1971 | 1981 | 1991 | 2001 | 2011 | 2021 |
| --------- | ---- | ---- | ---- | ---- | ---- | ---- | ---- | ---- | ---- | ---- | ---- | ---- |
| Население | 229  | 249  | 256  | 339  | 531  | 359  | 260  | 359  | 317  | 366  | 281  | 241  |